# Led Zeppelin Box Set, Vol. 2
Led Zeppelin Boxed Set 2 – zestaw utworów angielskiego zespołu rockowego Led Zeppelin wydany w 1993 roku. Zawiera pozostałe utwory z albumów studyjnych zespołu, które nie znalazły się na kompilacji Led Zeppelin (boxed set) oraz nowy utwór studyjny "Babe Come on Home".
Album zadebiutował na 87 miejscu listy Pop Albums Billboardu.

## Lista utworów

### Dysk 1
1. "Good Times Bad Times"
2. "We're Gonna Groove"
3. "Night Flight"
4. "That's the Way"
5. "Baby Come on Home" (wcześniej niewydany)
6. "The Lemon Song"
7. "You Shook Me"
8. "Boogie with Stu"
9. "Bron-Yr-Aur"
10. "Down by the Seaside"
11. "Out on the Tiles"
12. "Black Mountain Side"
13. "Moby Dick"
14. "Sick Again"
15. "Hot Dog"
16. "Carouselambra"

### Dysk 2
1. "South Bound Saurez"
2. "Walter's Walk"
3. "Darlene"
4. "Black Country Woman"
5. "How Many More Times"
6. "The Rover"
7. "Four Sticks"
8. "Hats Off to (Roy) Harper"
9. "I Can't Quit You Baby"
10. "Hots on for Nowhere"
11. "Living Loving Maid (She's Just a Woman)"
12. "Royal Orleans"
13. "Bonzo's Montreux"
14. "The Crunge"
15. "Bring It on Home"
16. "Tea for One"

## Ekipa
- Jimmy Page	– gitary akustyczne i elektryczne, produkcja
- Robert Plant – wokal i harmonijka
- John Paul Jones – gitara basowa, organy, mandolina
- John Bonham – bębny i perkusja